# Медиаведение
Медиаве́дение — представляющаяся в виде научной дисциплины отрасль обществоведения, которая изучает преимущественно связь электронных средств коммуникации с обществом, экономикой, политикой, правом, в том числе способы использования средств коммуникации как они обусловлены обществом, культурой и самими этими средствами.

## Название
Во французском языке в этом случае используется термин médialogie (les études des médias) — наука о средствах коммуникации, медиалогия. Может употребляться в значении теории воздействия средств коммуникации (англ. media theory) и означать:
1. Учебную дисциплину, которая претендует на изучение содержания, истории и влияние различных средств коммуникации, в том числе средств массовой коммуникации.
2. Наукообразную отрасль исследований, занимающуюся изучением проблем коммуникации.

## Описание
Само по себе понимание этой отрасли варьируется в теоретическом и методологическом плане и, если иметь в виду его действительное содержание, обычно делится на следующие области:
- социологический, социально-психологический и социально-философский анализ (при этом рассматриваются идеологические формы производства и потребления информации и т. д.).
- изучение проблем коммуникации как производственного процесса (например, технологии и рынки),
- критика художественного стиля и эстетических форм коммуникации (жанр, стиль изложения, и т. д.).
- В настоящее время наиболее плодотворной областью изучения коммуникационного воздействия культуры, ставшей объектом экспансии медиалогии со всеми присущими ей искажениями, является экология средств коммуникации (медиаэкология), сложившаяся в начале 1960-х в Канаде и США (сам термин медиаэкология появился в обеих странах в 1962 году) и изучающая воздействие средств коммуникации по принципу «фигура/фон», интегрируя при этом все достижения в области исследования проблем коммуникации и опираясь на философию, социальные и гуманитарные науки, междисциплинарные исследования массовой и прочей коммуникации. Одной из первых и наиболее подробных работ в по экологии медиа стала книга Маршалла Маклюэна «Понимание медиа». Исследователи используют при этом теории и методы культурологии, риторики, теории литературы, психологии, политологии, искусствоведения, теории кинематографа, теории информации. Иными словами, речь идет о принципиально новом подходе, преодолевшем узкую производственную специализацию исследований («специализм»), что позволило создать по-настоящему современное направление, соответствующее принципу одновременности восприятия и мышления как ведущему для человека в электронном обществе. Поскольку до сих пор экология средств коммуникации как таковая остается по большей части неизвестной в Российской Федерации, существует в качестве весьма актуальной задача безотлагательного её освоения (ведущим исследователем этого направления в РФ является доктор социологических наук В. П. Терин).
- Особой проблемой исследований воздействия средств коммуникации является проблема языка. Дело в том, что само слово «медиа» является результатом появившегося в современных условиях своеобразного запрета на перевод английского «media», тогда как на протяжении десятилетий это слово не только переводилось на русский язык как «средства коммуникации» или, в зависимости от контекста, «средства массовой коммуникации», но и играло роль ведущего понятия в исследованиях коммуникации. В результате в научных исследованиях проблем коммуникации появились трудности, неизвестные ранее. Во-первых, тем самым нарушается преемственность развития современных исследований коммуникации с теми, которые на протяжении десятков лет осуществлялись ранее, во-вторых, использование слова «медиа» с его производными как слова, представляющего собой всего лишь русскоязычную копию английского «media» (в то время как для англоговорящих «media» является вполне полноценным словом) тем самым усложняет понимание предмета исследования в данной области и, в-третьих, нарушается связь с теми исследованиями и исследователями, которые и сейчас переводят слово «медиа» и его производные на русский язык (см. Терин В. П. Массовая коммуникация: исследование опыта Запада. — М.: Институт социологии РАН, 1999. — 170 с.).